# Сидякин, Андрей Анатольевич
Андрей Анатольевич Сидякин (род. 20 января 1979, Уфа, РСФСР, Башкирская АССР, СССР) — российский хоккеист, нападающий.

## Биография
Воспитанник уфимского хоккея. начал карьеру в 1994 году в составе «Салавата Юлаева». Три года спустя на драфте НХЛ был выбран в 8 раунде под общим 202-м номером клубом «Монреаль Канадиенс». В 2002 году Сидякин по причине конфликта с главным тренером «Салавата Юлаева» Сергеем Николаевым перешёл в череповецкую «Северсталь», в составе которой стал серебряным призёром чемпионата России. В 2003 году вернулся в Уфу, где и выступал до 2010 года. В 2008 году стал чемпионом России.
1 июля 2010 года подписал однолетний контракт с московским «Спартаком». 8 января 2011 года, проведя 21 матч, был отзаявлен. 10 января подписал контракт с ханты-мансийской «Югрой», в составе которой за остаток сезона набрал 6 (4+2) очков в 19 матчах. 28 июля Сидякин принял решение вернуться в «Северсталь».
За череповецкий клуб в сезоне 2011/12 сыграл в 44 матчах, отметившись 12 (5+7) набранными очками. По окончании сезона заключил однолетнее соглашение с хабаровским «Амуром». Однако за день до старта регулярного чемпионата КХЛ он был расторгнут. Завершил карьеру из-за травмы колена.

### Сборная
В составе сборной России Сидякин принимал участие в юниорских чемпионатах Европы 1996 и 1997 гг, молодёжном чемпионате мира 1998 г.

## Достижения
- Чемпион Европы среди юниоров 1996 года в составе юниорской сборной России.
- Серебряный призёр молодёжного чемпионата мира 1998.
- Чемпион России 2008.
- Серебряный призёр чемпионата России 2003.
- Обладатель Кубка Федерации 1995.

Трижды бронзовый призёр чемпионатов страны в сезонах 95-96,96-97 и 2009—2010 в составе Салавата Юлаева. 21 апреля 2016 года присвоено звание "выдающийся спортсмен республики Башкортостан "

## Статистика
| Легенда | Легенда                    | Легенда | Легенда                   | Легенда | Легенда    |
| ------- | -------------------------- | ------- | ------------------------- | ------- | ---------- |
| И       | Количество проведённых игр | Штр     | Штрафное время            | +/−     | Плюс-минус |
| Г       | Голы                       | П       | Голевые передачи          | О       | Очки       |
| -       | Статистика неизвестна      | —       | Статистика не учитывалась |         |            |

### Сборная
| Год                   | Сборная               | Турнир                | Место                 |    | И | Г | П | О  | Штр |
| --------------------- | --------------------- | --------------------- | --------------------- | -- | - | - | - | -- | --- |
| 1996                  | Россия (юниор.)       | ЮЧЕ (до 18)           |                       | 5  | 0 | 0 | 0 | 4  |     |
| 1997                  | Россия (юниор.)       | ЮЧЕ (до 18)           | 5                     | 6  | 4 | 1 | 5 | 6  |     |
| 1998                  | Россия (мол.)         | МЧМ (до 20)           |                       | 6  | 1 | 1 | 2 | 2  |     |
| Всего (юниор. и мол.) | Всего (юниор. и мол.) | Всего (юниор. и мол.) | Всего (юниор. и мол.) | 17 | 5 | 2 | 7 | 12 |     |